# Girisekar
Girisekar is een bestuurslaag in het regentschap Gunung Kidul van de provincie Jogjakarta, Indonesië. Girisekar telt 6972 inwoners (volkstelling 2010).